# Нерегуларни
Нерегуларни (енгл. The Irregulars) је британска телевизијска серија, мистериозно-авантуристичка криминалистичка драма о натприродним злочинима. Фокусира се на банду деце са улице која је у канону помогла Шерлоку Холмсу да прикупи доказе за своје случајеве. Међутим, то окреће њихов традиционални однос наопачке, приказујући Нерегуларне као „банду проблематичних тинејџера који су изманипулисани да решавају злочине за злокобног доктора Вотсона и његовог мистериозног пословног партнера”. Серија такође садржи натприродне елементе, пошто Нерегуларни схватају да се суочавају са мрачном силом која прети не само Лондону већ „потенцијално целом свету“.
Серију је написао писац номинован за Оскара, Том Бидвел. Он је описао серију као свој „пројекат из снова“ и рекао да ју је постављао десет година. Нетфликс је 22. фебруара 2021. објавио први трејлер за серију. Серија је премијерно приказана на Нетфликс-у 26. марта 2021, уз различите критике критичара.

## Кастинг
У децембру 2019. глумци су најављени као Хенри Лојд-Хјуз у улози Шерлока Холмса, Ројс Пјерсон као доктор Вотсон, и Кларк Питерс као Линен Ман, Тадеа Грејем као Би, Дарси Шо као Џеси, Џоџо Маркари као Били, Мекел Дејвид као Спајк и Харисон Остерфилд као Леополд. У септембру 2020. објављено је да се Ејдан Мекардл придружио глумачкој екипи у улози инспектора Лестрејда заједно са Оливијом Грант као Патриша Колман-Џонс. У децембру 2020. Шила Атим је такође била заслужна за непознату улогу.

### Снимање
Најављено је да ће серија бити снимљена у Великој Британији, а почетком децембра 2019. објављено је да је снимање одржано у Дорфолд Хал-и. Снимање је одржано у Ливерпулу и Виралу крајем 2019. и почетком 2020. године, користећи неколико локација укључујући плато Светог Ђорђа, кућу палми у парку Сефтон, улицу Фалкнер у Џорџијан кварту и Велики улаз у парку Биркенхед. 
Снимање је привремено прекинуто у јануару 2020. године када је један члан глумачке екипе повређен на снимању у улици Ормонд у Ливерпулу.  Снимање је одржано у Честеру крајем јануара 2020, на Абеј Скверу, поред Честерске катедрале и такође у градском предграђу Хул. Производња је затим отишла у Северни Велс у марту. 
Снимање је настављено у августу 2020., почевши од сцена у Елсмир Порт-у које је требало да буду снимљене у марту. 
31. марта 2021. магазин Esquire је известио да је снимање друге сезоне планирано у Ливерпулу током лета 2021. Међутим, 4. маја 2021. Нетфликс је објавио да је отказао емисију из неоткривених разлога.

## Епизоде
| Епизода         | Наслов                         | Датум емитовања | Писац      |
| --------------- | ------------------------------ | --------------- | ---------- |
| Прва епизода    | Нељубазност у Лондону          | 26. март 2021   | Том Бидвел |
| Друга епизода   | Духови 221Б                    | 26. март 2021   | Том Бидвел |
| Трећа епизода   | Ipsissimus                     | 26. март 2021   | Том Бидвел |
| Четврта епизода | И игла и нож                   | 26. март 2021   | Том Бидвел |
| Пета епизода    | Студенти неосвећених уметности | 26. март 2021   | Том Бидвел |
| Шеста епизода   | Hieracium Snowdoniense         | 26. март 2021   | Том Бидвел |
| Седма епизода   | Екстаза смрти                  | 26. март 2021   | Том Бидвел |
| Осма епизода    | Екстаза живота                 | 26. март 2021   | Том Бидвел |

## Преглед епизода
1. Како се Џесине ноћне море погоршавају, Би прихвата понуду за посао др Вотсона да истражи четири киднаповане бебе - и добија неочекивано отмену помоћ.
2. Без пара и у невољи, Би нерадо сарађује са Џеси како би открила ко краде дечије зубе. Спајк шпијунира Вотсона и Шерлок Холмса.
3. Језиво убиство шаље Би и њену екипу на тајни задатак на сеоско имање да утврде да ли је убица део тајног паранормалног друштва.
4. Џеси се сусреће лицем у лице са инспектором Лестрејдом на месту злочина, Би се игра мачке и миша са Вотсоном, а Лео се осећа растрзано над својим животом у палати.
5. Би открива више о давној вези њене мајке са Шерлоком и Вотсоном, док Били размишља о освети након бруталног подсећања на његову прошлост.
6. Би сумња да је гомила украдених делова тела повезана са старим случајем. Џеси прилази Шерлоку и прича о својим ноћним морама. Лео се залаже за своју будућност.
7. Након што је захтевала истину од Вотсона, Би се придружује плану да ухвати Ланеног човека. Џеси се бори са својим страховима. Спајк се труди да задржи своје пријатеље на окупу.
8. Док Лондон тоне у хаос, Би и њена посада крећу у подземље, где се заједно суочавају са неизрецивим терором у опасној потрази за лоцирањем пукотине.